# Nicktoons (Stati Uniti d'America)
Nicktoons (precedentemente Nicktoons TV, attualmente NickSpongeBob) è un canale televisivo statunitense ed internazionale, edito da Paramount Media Networks, che si occupa, come nel caso di TeenNick, di trasmettere le repliche di cartoni animati prodotti da Nickelodeon che non hanno avuto successo.

## Storia
Nicktoons fu lanciato come canale autonomo il 1° maggio 2002 come Nicktoons TV. Inizialmente, la rete era commercializzata come priva di pubblicità, con promo comiche che coinvolgevano il Nickelodeon Animation Studio, cortometraggi animati di due minuti provenienti dai mercati esteri e promozioni di programmi precedenti che erano stati utilizzati su Nickelodeon che occupavano lo spazio pubblicitario. Il 23 settembre 2005, il canale iniziò regolarmente a trasmettere pubblicità.
Il 28 settembre 2009, il logo della rete è cambiato come parte del rebranding universale di Nickelodeon, cambiando pure nome in Nicktoons. Un feed in alta definizione è stato lanciato il 13 agosto 2013 ed è disponibile su diversi provider. Come gli altri canali HD di Viacom, qualsiasi programmazione prodotta in 4:3 SD è trasmessa col formato pillarbox. Mentre la rete integrava più programmazione Nickelodeon nel suo palinsesto, il sito web di Nicktoons è stato chiuso ed i suoi programmi sono stati trasferiti sul sito Nick.com. Nel 2014 il logo subì un leggero cambiamento, rinnovando il colore della parola "toons" dal rosso al verde chiaro.
Nel 2023 il canale cambiò nuovamente logo come parte del rebrading di Nickelodeon proprio di quell'anno, rinnovando pure il colore della parola "toons" dal verde chiaro al verde acqua marina. Nell'ambito degli sforzi della Paramount per celebrare il 25° anniversario della serie animata di successo SpongeBob, Nicktoons ha iniziato a trasmettere principalmente solo SpongeBob e contenuti associati ogni giorno a partire dal 13 maggio 2024, con lo slogan "Non-Stop SpongeBob. Tutto il giorno. Ogni giorno". Il normale palinsesto di Nicktoons è tornato più avanti nel corso dell'anno. Il 23 maggio 2025, Nicktoons ha riproposto quest'iniziativa, rinominando temporaneamente il canale in NickSpongeBob.

## Versioni internazionali

### Attive
- Regno Unito e Irlanda: lanciato il 22 luglio 2002[1]
- Paesi Bassi: lanciato il 2 agosto 2007[2]
- Germania e Austria: lanciato il 23 novembre 2007[3]
- Africa: lanciato il 30 settembre 2014[4]
- Scandinavia: lanciato il 1º febbraio 2017[5]
- Medio Oriente: lanciato il 15 febbraio 2017[6]
- Turchia: lanciato il 20 febbraio 2017
- Polonia: lanciato il 15 febbraio 2018 (Polonia)[7]
- Europa centro-orientale: lanciato il 1º aprile 2019 (Ungheria e Romania)[8], il 10 giugno 2019 (Bulgaria)[9], il 30 ottobre 2019 (Repubblica Ceca)[10] e il 14 luglio 2020 (Serbia, Croazia, Slovenia e Albania)[11]

### Defunte
- America Latina: lanciato il 4 febbraio 2013[12] e chiuso il 1º settembre 2020[13]
- Russia: lanciato a dicembre 2018[14] e chiuso il 28 aprile 2022 in Russia[15] e il 14 dicembre 2022 in Bielorussia[16]

## Loghi

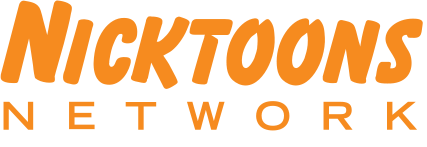
2002 - 2009
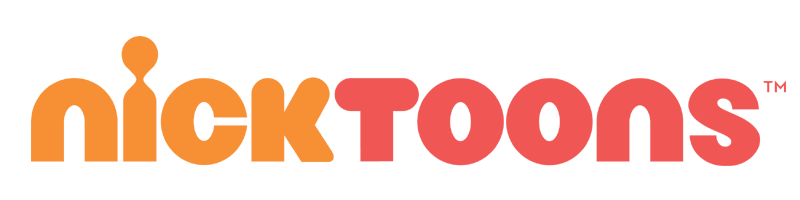
2009 - 2014
2014 - 2023
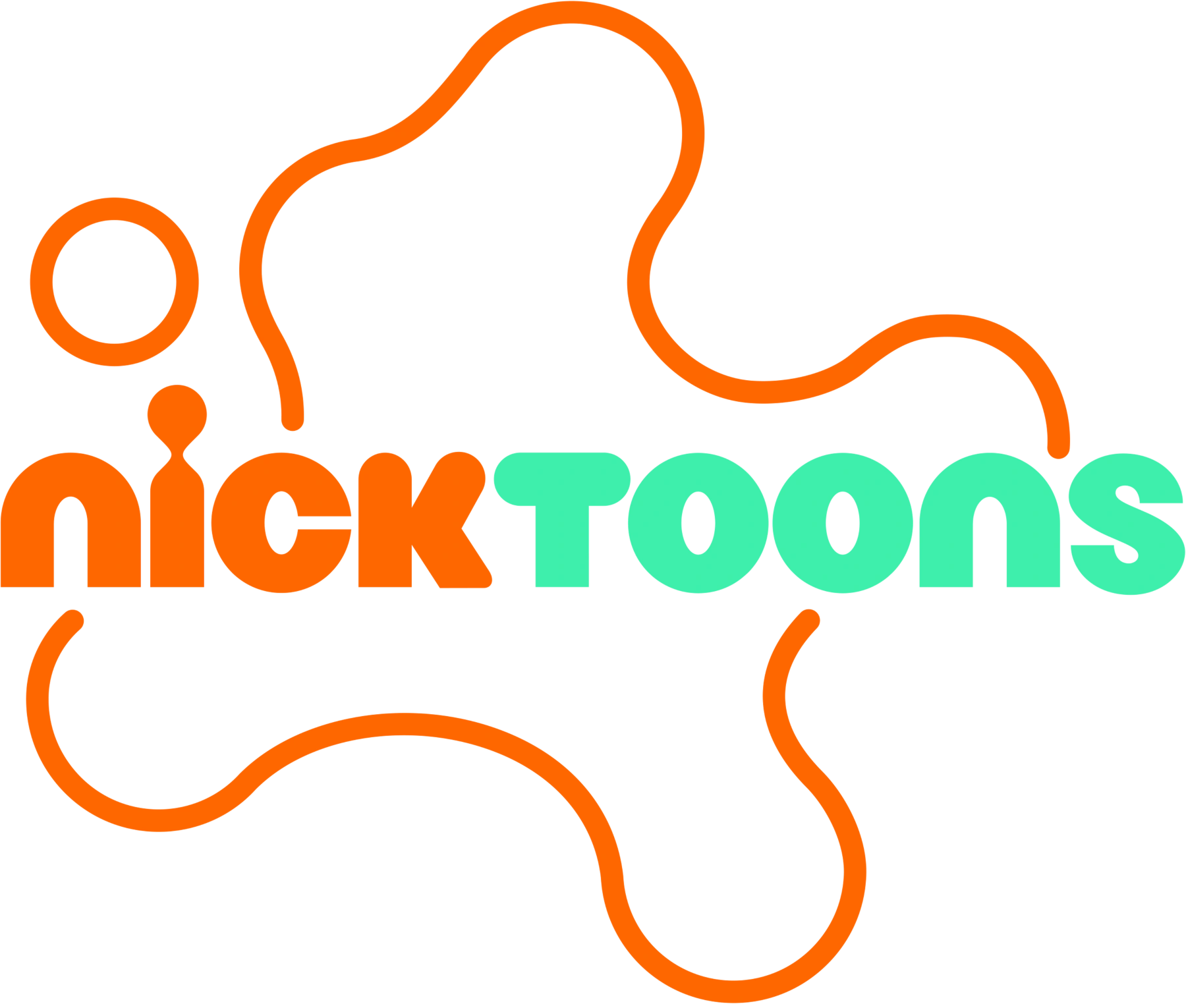
2023 - 2025
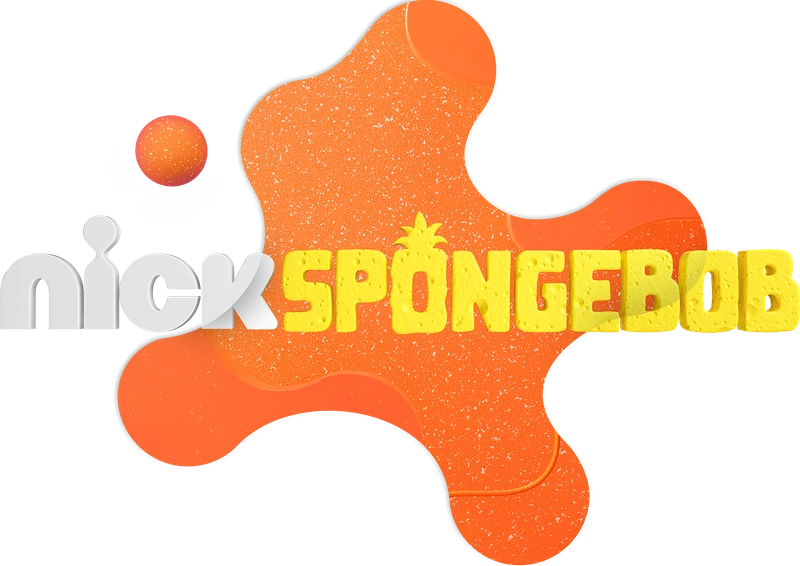
2025 -